# Браун, Джеймс (футболист, 1907)
Джеймс Бра́ун (англ. James Brown; 1907 — дата смерти неизвестна), более известный как Джи́мми Бра́ун (англ. Jimmy Brown) — шотландский футболист, правый хавбек. Наиболее известен по выступлениям за английские клубы «Бернли» и «Манчестер Юнайтед».

## Футбольная карьера
Уроженец Лита, Браун осиротел в возрасте 7 лет вместе с пятью своими братьями. Ещё будучи школьником начал работать в угольной шахте, но после того, как начал выступать за школьную сборную Шотландии, решил стать профессиональным футболистом. На любительском уровне выступал за команды «Белхейвенок», «Мэрихилл» и «Уилшо Джуниорс» в Шотландской юношеской футбольной лиге. В 1926 году стал профессиональным футболистом, перейдя в клуб Второго дивизиона шотландской Футбольной лиги «Ист Файф». Сезон 1926/27 оказался для Брауна довольно успешным: его команда заняла 6-е место в лиге и добралась до финала Кубка Шотландии (в котором проиграла «Селтику»). В 1927 году Браун перешёл в клуб Первого дивизиона Футбольной лиги Англии «Бернли».
В сезонах 1927/28 и 1928/29 «Бернли» с трудом избегал вылета из высшего дивизиона, но в сезоне 1929/30 клуб всё-таки покинул Первый дивизион. Два года спустя Браун был назначен капитаном «Бернли». Однако в июне 1935 года «Бернли» принял предложение «Манчестер Юнайтед» о продаже игрока за £1000. Провёл в «Бернли» 8 лет, сыграв 241 матч и забив 5 мячей.
Дебютировал в основном составе «Манчестер Юнайтед» 31 августа 1935 года в матче Второго дивизиона против «Плимут Аргайл». В сезоне 1935/36 Браун был основным правым хавбеком и капитаном «Манчестер Юнайтед», не сыграв только в двух матчах сезона. «Юнайтед» завершил сезон в качестве победителя Второго дивизиона и вернулся в Первый дивизион.
В течение последующих двух сезонов Браун продолжать выступать за основной состав «Юнайтед». В 1937 году Браун уступил капитанскую повязку Джорджу Рафтону, а в сезоне 1938/39 потерял место в основном составе, проиграв конкуренцию Джорджу Глэдуину. В феврале 1939 года перешёл в «Брэдфорд Парк Авеню». Всего сыграл за «Манчестер Юнайтед» 110 матчей и забил 1 гол.
За «Брэдфорд Парк Авеню» Браун сыграл ещё 13 матчей в остатке сезона 1938/39 и 1 матч в сезоне 1939/40, после чего Футбольная лига прекратила официальные соревнования в связи с началом войны. После этого Браун завершил профессиональную карьеру. Дальнейшая его судьба неизвестна.

## Достижения
Манчестер Юнайтед
- Победитель Второго дивизиона: 1935/36